# Parc Nacional del riu subterrani de Puerto Princesa
El Parc Nacional del riu subterrani de Puerto Princesa és una àrea protegida de les Filipines, situat a uns 50 quilòmetres, al nord del centre de la ciutat de Puerto Princesa, Palawan.Està inscrit a la llista del Patrimoni de la Humanitat de la UNESCO des del 1999.
El riu també es diu riu subterrani de Puerto Princesa. El parc nacional es troba a la Serralada de Saint Paul, a la costa nord de l'illa. Està vorejada per la Badia de St Paul al nord i el riu Babuyan a l'est. El Govern de la Ciutat de Puerto Princesa ha gestionat el Parc Nacional fins al 1992. L'entrada al riu subterrani està a poca distància a peu des de la ciutat de Sabang.